# Byron (Maine)
Byron è un comune degli Stati Uniti d'America, situato nello stato del Maine, nella contea di Oxford.